# Салуквадзе, Лаша
Ла́ша Салуква́дзе (груз. ლაშა სალუქვაძე; 21 декабря 1981, Махарадзе, Грузинская ССР, СССР) — грузинский футболист, защитник.

## Карьера
Играл за «Рубин» с 2005 года. 1 марта 2011 года стал игроком ФК «Волга» (Нижний Новгород). В январе 2013 года стал игроком хабаровской «СКА-Энергии»
В сборной Грузии дебютировал в 2004 году. Сыграл 24 матча, в том числе 7 — в отборочном турнире Евро-2008.

## Достижения
«Рубин»
- Чемпион России: 2008, 2009
- Бронзовый призёр чемпионата России: 2010

## Личная жизнь
Женат.